# بايمان عريض (الريف الغربي)
بايمان عريض (بالفارسية: بایمان‌عریض) هي منطقة سكنية تقع في إيران في قسم الريف الغربي الريفي. يقدر عدد سكانها بـ 82 نسمة بحسب إحصاء 2016.